# Oxira virgata
Oxira virgata là một loài bướm đêm trong họ Noctuidae.